# Cmentarz żydowski w Seceminie
Cmentarz żydowski w Seceminie – kirkut służący żydowskiej społeczności niegdyś zamieszkującej Secemin. Nie wiadomo dokładnie kiedy powstał. Znajduje się na południe od centrum miejscowości przy dawnej ul. Krakowskiej, obecnej Kościuszki. Został zniszczony podczas II wojny światowej. Po wojnie na jego terenie wzniesiono budynki spółdzielni rolniczej. Nie zachowały się żadne macewy.